# Centre Mèdic Sheba
El Centre Mèdic Chaim Sheba (en hebreu: המרכז הרפואי חיים שיבא - תל השומר) també conegut com a Tel Hashomer és un hospital que es troba a Israel, està situat en la zona de Tel Hashomer en la ciutat de Ramat Gan. És l'hospital més gran d'Israel. Sheba ofereix serveis a pacients de tota la regió de l'Orient Mitjà, inclosos molts pacients (especialment infants) de l'Autoritat Nacional Palestina.
L'hospital es va establir en 1948 com el primer hospital militar d'Israel, per al tractament de les víctimes de la Guerra d'Independència d'Israel. Va ser fundat en un conjunt de barracons militars abandonats de l'època del Mandat Britànic de Palestina, i va ser conegut originalment com a Hospital Militar Número 5.
L'any 1953, es va convertir en un hospital civil, i el doctor Chaim Sheba es va convertir en el seu director. Després de la mort de Sheba, l'hospital va ser reanomenat en honor seu. Situat en una àrea de 61 hectàrees a Ramat Gan, opera 120 departaments i clíniques. Compta amb 1.700 llits, més de 1.400 metges, 2.600 infermeres i altres 3.300 treballadors de la salut.